# 노 맨스 랜드 (2001년)
노 맨스 랜드(영어: No Man's Land)는 2001년 보스니아 전쟁을 배경으로 한 전쟁 드라마 영화다.

## 줄거리
보스니아 전쟁 중, 중립 지대에 고립된 두 명의 부상병, 보스니아인 치키와 세르비아인 니노가 등장한다. 참호 안에서 서로를 마주하게 된 둘은 처음에는 격렬하게 다투지만, 점차 공통점을 발견하며 대화를 나눈다. 그러던 중 부상당한 또 다른 보스니아인 병사 세라가 의식을 되찾는데, 세라 밑에는 세르비아군이 매설한 지뢰가 숨겨져 있어 조금이라도 움직이면 폭발하는 위태로운 상황에 놓인다.
유엔 평화유지군(UNPROFOR)의 프랑스군 하사관 마르샹은 상부의 지시를 어기고 이 세 명의 병사들을 돕기 위해 개입한다. UNPROFOR의 원래 임무는 중립을 지키며 인도적 지원을 감시하는 것이었지만, 영국 기자 제인의 등장으로 언론의 관심이 집중되자 UN 고위 지휘부는 병사들을 구조하기 위한 작전에 돌입한다.
구출된 후에도 치키와 니노 사이의 갈등은 계속되고, 결국 치키는 니노를 쏘고, 치키는 UN 평화유지군에게 사살된다. 한편, 세라 밑에 있는 지뢰는 해체할 수 없다는 사실이 밝혀진다. UN 고위 지휘부는 체면을 유지하기 위해 세라가 구조되었다는 거짓 발표를 하고 현장을 떠난다. 기자들을 포함한 모든 사람들이 떠난 후 세라는 지뢰 때문에 움직이지 못한 채 고립된 채 남겨진다. UN 지휘부는 보스니아군과 세르비아군 모두에게 밤에 적군이 참호를 재점령하려 할 것이라는 거짓 정보를 흘려, 양쪽에서 포격 공격을 유도하고 그 결과 세라를 제거하고 증거를 없애려 한다.

## KBS 성우진 (2008년 6월 15일)
- 신성호 - 치키(브랑코 듀릭)
- 김관진 - 체라(필립 쇼바고비치)
- 유동균 - 니노(레네 비토라야쯔)
- 강구한 - 드부아 대위(세르지 헨리 발크)
- 김민석 - 마르샹 중사(제오르게스 시아티디스)
- 노민 - 소프트 대령(사이먼 캘로우)
- 정옥주 - 제인 리빙스턴 기자(캐트린 카트리지)
- 서광재
- 장호비
- 안용욱
- 고재균
- 변현우
- 임채헌
- 서지연

## 등장하는 무기들
- 세르비아 진영의 참호에는 M76 저격총, RPK, M52(유고슬라비아에서 면허 생산한 MG42)로 추정되는 무기들이 있다.
- 세르비아, 보스니아 모두 소총으로는 AKMS를 주로 사용한다.
- 프랑스군은 FAMAS를 사용한다.